# سارة موس
سارة موس (بالإنجليزية: Sarah Moss)‏ هي كاتِبة بريطانية، ولدت في 1975.

## وصلات خارجية
- سارة موس على موقع IMDb (الإنجليزية)